# El Chigüire Bipolar
El Chigüire Bipolar es un portal de periodismo satírico lanzado el 15 de mayo de 2008 por los venezolanos Elio Casale, Oswaldo Graziani y Juan Andrés Ravell, creadores también de la serie animada La isla presidencial.

## Historia
En 2013 Henrique Capriles denunció que un libro de texto sobre historia contemporánea de Venezuela de cuarto año de bachillerato incluyó una portada satírica creada por El Chigüire Bipolar del periódico El Nacional del 5 de febrero de 1992, aludiendo al golpe de Estado liderado por Chávez. Para dicho ejemplar trabajaron al menos 26 personas, se imprimieron 400 mil ejemplares y fue firmado por la ministra de educación.
El Chigüire Bipolar fue uno de los ganadores del Premio Václav Havel a la Disidencia Creativa 2017, junto con el activista y dramaturgo zimbabuense Silvanos Mudzvov y la poetisa y activista bareiní Ayat Al-Qurmezi, en el marco del Oslo Freedom Forum 2017. Según Garry Kasparov, secretario de Human Rights Foundation, «su humor crudo y análisis riguroso demuestran el gran poder que tiene la sátira al momento de criticar a los regímenes autoritarios».
En noviembre de 2023, Diosdado Cabello, vicepresidente del Partido Socialista Unido de Venezuela, anunció que demandaría a El Chigüire Bipolar después de que publicaran una nota irónica suya.

## Redactores
Para mayo de 2017, el equipo de El Chigüire Bipolar está conformado por:
- Juan Andrés Ravell
- Oswaldo Graziani
- Elio Casale
- Jesús <<El Rufián>> Roldán
- Víctor Medina
- Christopher Andrade
- Daniel Pérez
- Led Varela